# مجلس الصحة لدول مجلس التعاون

شعار مجلس الصحة لدول مجلس التعاون.

مجلس الصحة لدول مجلس التعاون منظمة خليجية فاعلة في المجال الصحي، ويعود تأسيسه إلى عام 1396هـ/1976م تحت مسمى المكتب التنفيذي لمجلس وزراء الصحة لدول مجلس التعاون الخليجي، وتقتصر عضويته على دول مجلس التعاون إلى جانب اليمن التي انضمت إليه عام 2003م، ويعمل المجلس على توطيد العلاقات بين الدول الأعضاء وتوثيق التكامل والعمل على تحقيق الرفاهية الصحية لجميع مواطني الدول الأعضاء.

## تأسيس المجلس
كانت البداية هي لقاءات متكررة قبل عام 1975 الموافق 1395 هـ بين بعض وزراء الصحة بمنطقة الخليج حول أهمية تنسيق المواقف والتعاون فيما بين وزارات الصحة الخليجية، وكانت الانطلاقة من وزير الصحة السعودي الدكتور عبد العزيز بن عبد الله الخويطر آنذاك، ولقيت الفكرة تجاوب ولكن لم يعقد اللقاء الأول الا في شهر صفر من عام 1396 هـ الموافق فبراير عام 1976، واستمر اللقاء سنويا تحت مسمى مؤتمر وزراء الصحة للدول العربية في الخليج، وأُنشئت الأمانة العامة لوزراء الصحة بدول الخليج العربية عام 1401هـ/1981م وتغير مسماها إلى المكتب التنفيذي لمجلس وزراء الصحة لدول مجلس التعاون الخليجي، حيث شاركت الوزارة في أكثر من 30 ندوة ولجنة واجتماع يعقدها المكتب سنوياً في جميع المجالات الصحية والطبية، ومكافحة التدخين، والكشف الطبي على العمالة الوافدة، ومكافحة الأمراض المعدية، والتخطيط الصحي، والشراء الموحد للأدوية وجميع التجهيزات الطبية، وتنسيق برامج الطفل، ومراقبة الجودة بالمستشفيات، وقد تعاونت الوزارة مع المكتب التنفيذي في إصدار بعض المطبوعات الدورية مثل مجلة الخليج، والنشرة السنوية، وبعد تعاقب اللقاءات رأى وزراء الصحة في عام 1401هـ/1981مأن يُغير مسمى هذا التجمع إلى مجلس وزراء الصحة للدول العربية في الخليج لأن الأمر لم يعد التحضير للاجتماعات وإنما أصبح للمجلس أعمال وإنجازات على مدار العام، وفي عام 1991 تغير الاسم ليصبح المكتب التنفيذي لمجلس وزراء الصحة لدول مجلس التعاون لدول الخليج العربية وهيئته الامانة أصبحت تسمى فيما بعد بالهيئة التنفيذية لوزراء الصحة لدول مجلس التعاون لدول الخليج العربية، كما أصبح مسمى الأمين العام فيما بعد المدير التنفيذي لمجلس وزراء الصحة.

## أهداف المجلس
- التعاون والتنسيق بين الدول الأعضاء في المجالات الصحية الوقائية والعلاجية والتأهيلية.
- نشر الوعي الصحي بين المواطنين مع مراعاة ظروف البيئة والأعراف والتقاليد الاجتماعية والتعاليم الإسلامية.
- تحديد مفاهيم القضايا الصحية والعلمية المختلفة والعمل على توحيدها وترتيب أولوياتها وتبني تنفيذ البرامج المشتركة بدول المجلس.
- الاستفادة من التجارب العالمية والتنسيق وتعزيز التعاون مع المنظمات العربية والإقليمية والدولية العاملة في المجال الصحي.
- تقييم النظم والاستراتيجيات الحالية في مجال الرعاية الصحية ودعم التجارب الناجحة بدول المجلس والاستفادة منها في باقي الدول الأعضاء.
- توفير دواء آمن وفعال وبجودة عالية وبأسعار مناسبة من خلال برنامج الشراء الموحد للأدوية والتجهيزات الطبية وبرنامج التسجيل الدوائي المركزي الخليجي للشركات الدوائية وتسعير منتجاتها.
- رفع قدرات الكوادر الطبية الوطنية في الدول الأعضاء.
- إجراء البحوث الصحية الخليجية المشتركة.

## المدراء العامين
تعاقب على إدارة مجلس الصحة أربعة مدراء تنفيذيين منذ عام 1976 وحتى الآن وهم:
1. الدكتور جلال محمد أشي من 1 صفر عام 1396 هـ الموافق 1 فبراير عام 1976.
2. الدكتور عبد الرحمن بن عبد العزيز السويلم من 26 ربيع الأول عام 1412 هـ الموافق 4 أكتوبر 1991.
3. الدكتور توفيق بن أحمد خوجة من عام 2000 حتى 2 أكتوبر عام 2016م.
4. الاستاذ/ سليمان بن صالح الدخيل من أكتوبر 2016 حتى الآن.

## الجوائز
حاز مجلس الصحة على العديد من الجوائز من منظمات عالمية وهي:
- جائزة مكافحة التدخين لعام 2004 منحت من منظمة الصحة العالمية.
- جائزة قوس أوروبا الدولية للجودة من الفئة الذهبية لعام 2010 من مؤسسة (Business Initiative Directions-BID) في فرانكفورت في ألمانيا.
- جائزة النجمة الدولية للقيادة والتميز في الجودة من الفئة البلاتينية لعام 2011 من مؤسسة الاتجاهات الدولية التجارية (Business Initiatives Directions) في باريس.
- جائزة القارات الخمس العظمى للجودة والامتياز لعام 2011 من مؤسسة (Association Otherways Management & Consulting) في روما عاصمة إيطاليا.
- جائزة الجمعية الأوربية لأبحاث الجودة لأفضل الممارسات لعام 2011 من المؤتمر الدولي السنوي في بروكسل عاصمة بلجيكا.
- جائزة النجمة العالمية للريادة في الجودة من الفئة الماسية لعام 2012 من مؤسسة (Business Initiative Directions) في باريس عاصمة فرنسا.
- جائزة الجودة والإدارة الصحية المستدامة على مستوى الدول العربية لعام 2012 من اتحاد المستشفيات العربية المنبثق عن جامعة الدول العربية.
- الجائزة العالمية البلاتينية التكنولوجية للجودة وأفضل اسم تجاري لعام 2013 مؤسسة (Otherways Association Management & Consulting) في برلين في ألمانيا.
- جائزة الجمعية الأوروبية لأبحاث الجودة لعام 2013 من قبل الجمعية الأوروبية لأبحاث الجودة في لندن في المملكة المتحدة.